# Pozantı
Pozantı (prononcé [pozɑntɯ]) est un district de la province d'Adana en Turquie.